# Centro Graphico Paranaense
Centro Graphico Paranaense era a antiga denominação do atual Sindicato dos Trabalhadores nas Indústrias Gráficas do Estado do Paraná, que é considerado o mais antigo sindicato do estado, em funcionamento, e o primeiro sindicato de trabalhadores gráficos a ser fundado no Brasil.
Localizado na cidade de Curitiba, foi fundado em 30 de abril de 1911 e reunia os profissionais das gráficas de livros, embalagens e folhetos, dos jornais e dos litógrafos (atividade muito requisitada no Paraná entre o final do século XIX e início do século XX em função dos selos das embalagens de erva-mate) desta época, modificando sua estrutura ao longo do tempo em virtude da quase extinção de algumas profissões, como o litógrafo e o tipógrafo, como em 1931, que alterou a denominação para Sindicato dos Operários e Empregados Graphicos de Curitiba e já em 1942 a entidade é novamente adaptada as determinações federais, chamando-se agora Sindicato dos Trabalhadores nas Indústrias Gráficas de Curitiba e por fim, em 1984 para a atual estrutura e denominação.